# Повітряне таксі

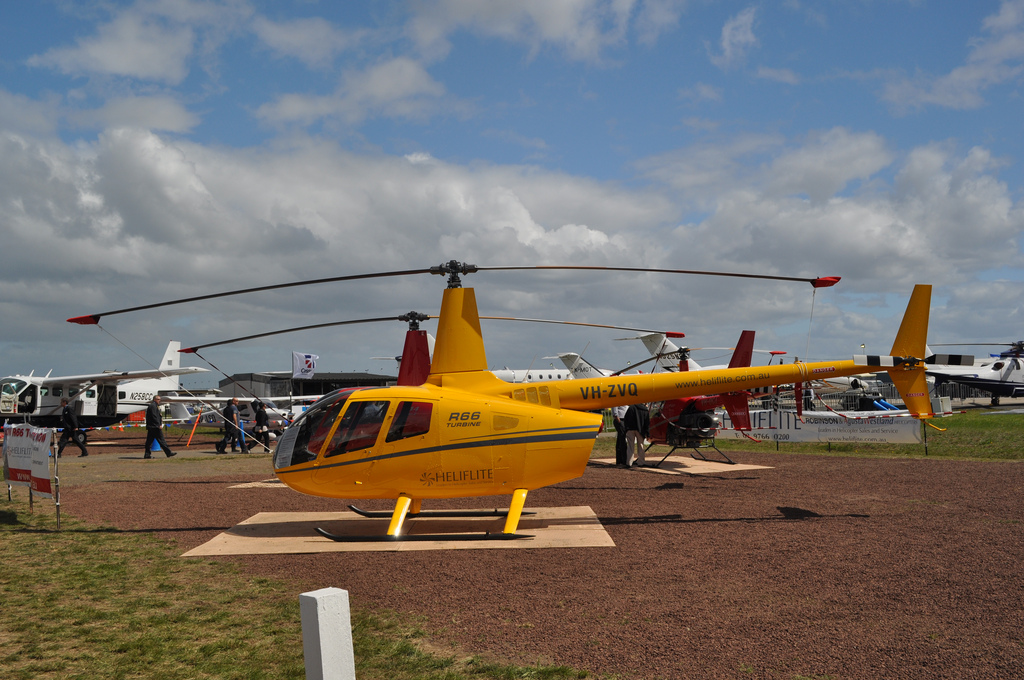
Гелікоптер Robinson R66, який часто використовують як таксі

Повітряне таксі (аеротаксі) — засіб громадського транспорту, який використовують для перевезення пасажирів засобами повітряного транспорту. Відмінністю аеротаксі від чартерних та інших типів комерційних авіаперевезень в малій авіації є ряд спрощень -  наприклад, відсутність тривалих процедур реєстрації та очікування посадки на борт. Пасажирам досить прибути за 10-15 хвилин до вильоту і пройти скорочені процедури реєстрації та митного оформлення. При подібних перевезеннях на повітряних суднах, як правило, немає ні кухонь, ні стюардес, ні туалетів. Також в залежності від законодавства країни може накладатися обмеження на кількість місць, зазвичай їх не більше 30.
Зазвичай у повітряному таксі використовують малолітражні одно- або дводвигунові літаки, а також вертольоти малої і середньої вантажопідйомності.
Повітряне таксі є різновидом загального поняття таксі, яке часто сприймається як перевезення пасажирів легковими автомобілями, або маломістким річковим і морським (озерним) транспортом (водне таксі). У той же час повітряне таксі є дорожчим видом транспорту. Повітряне таксі дозволяє значно скоротити час перебування пасажира в дорозі, у великих містах це також дозволяє уникнути такої неприємності, як потрапляння в дорожній затор.
У Британії збудують перший у світі аеропорт Air-One для літаючих автомобілів, аеротаксі та дронів-доставників.

## Розробники аеротаксі

### Airbus
У 2016 році французький авіабудівний концерн Airbus запустив розробку аеротаксі. Проєкт Vahana почався як один з перших проєктів Airbus Group в Кремнієвій долині. Vahana — це літальний апарат з вертикальними зльотом і посадкою, що дозволяє йому приземлятися практично на будь-яку поверхню. Безпілотник виконаний за схемою конвертоплана з переднім і заднім повертаються крилами. На консолях кожного крила розміщені по чотири електродвигуни з повітряними гвинтами. Він здатний подолати відстань близько 80,5 км за 18 хвилин. Vahana будуть використовувати, як одномісне таксі для пересування по місту. Політ буде проходити автономно по заданій траєкторії, роблячи незначні відхилення, щоб уникнути перешкод.
31 січня 2018 року безпілотник успішно завершив перші льотні випробування. Повнорозмірний прототип піднявся на висоту 5 метрів і провів в повітрі 53 секунди. Послуги з льотних випробувань надані американською компанією Modern Technology Solutions.
22 лютого 2019 року компанія Airbus заявила, що за рік розробники провели 50 випробувальних польотів загальною тривалістю понад п'ять годин.

### Boeing
В кінці 2017 американський концерн Boeing купив Aurora Flight Sciences — дослідницьку компанію в області авіації і повітроплавання. Вона зайнялася розробкою аеротаксі в рамках проєкту Boeing NeXt. Літальний апарат від Boeing створений на основі мультикоптер, здатних на вертикальний зліт, посадку і швидкий горизонтальний політ. Рухається він за рахунок сили, яка створюється несучими гвинтами при нахилі корпусу самого апарата. З боків від фюзеляжу встановлені дві балки. На кожній з них розробники розмістили по вісім електромоторів з несучими повітряними гвинтами. У хвостовій частині апарата розташований електромотор. Розмах крил прототипу аеротаксі — 8,53 метра, а акумулятора вистачає на політ дальністю до 80,5 км.
У січні 2019 концерн провів перші випробування безпілотника в Манассасе, штат Віргінія, США. Літальний апарат злетів, завис в повітрі та здійснив посадку. Фахівці Boeing перевірили роботу бортового обладнання в режимах зльоту і посадки, а також взаємодія з наземним пунктом управління.

### Uber
У 2016 році американська компанія Uber представила своє бачення міських перевезень за допомогою аеротаксі. Проєкт отримав назву Elevate. Самостійно розробляти і виробляти літальні апарати компанія не планувала. Замість цього вона оголосила тендер на їх розробку і постачання. У підсумку представники Uber домовилися про партнерство з компаніями Aurora Flight Sciences, Embraer, Bell Helicopter, Pistrel Aircraft, Mooney. Також було налагоджено співпрацю з мережею зарядних станцій ChargePoint. У листопаді 2017 року Uber представила концепцію роботи міських аеротаксі. Літальні апарати будуть переміщатися між обладнаними майданчиками Uber Skyport, які розташуються на дахах хмарочосів. Викликати таксі можна через мобільний додаток.
У 2020 році Uber запустив тестову лінію аеротаксі. Дальність польоту складає 19 км. Цю відстань літальний апарат виконує за 10 хвилин. Повноцінний рух аеротаксі Uber планує запустити в 2023 році.

### Kitty Hawk
Американський стартап Kitty Hawk з'явився в 2015 році. У квітні 2017 Kitty Hawk представила першу розробку — прототип «літаючого автомобіля» Flyer. Одномісний транспорт поєднував в собі риси мотоцикла і коптера, важив близько 100 кг і розвивав швидкість до 40 км/ч. Через рік компанія показала вже інший проєкт — двомісний літак Cora. Це електричний літальний апарат, який розвиває швидкість до 180 км/ч. Дальність польоту — 100 км, а висота — від 150 до 900 метрів. Розробники зробили аеротаксі безпілотним — за ним стежитиме оператор з землі. Виклик таксі буде працювати через додаток.

### EHang
У 2016 році в Лас-Вегасі на виставці CES китайська компанія EHang представила прототип аеротаксі — EHang 184. Модель стала першим світі пасажирським безпілотником. Літальний апарат може перевозити одного пасажира на швидкості до 160 км/год. Час польоту — до півгодини, за які можна подолати близько 16 км.
У лютому 2018 року компанія представила нову модель коптера — EHang 216. За основу взята попередня модель безпілотника, але тепер у нього було вісім променів з пропелерами замість чотирьох. Це дозволило збільшити вантажопідйомність і зробити аеротаксі двомісним. У липні того ж року EHang зробив більше 1000 випробувальних польотів.

### Volocopter
Volocopter (раніше E-volo) — німецький авіаційний стартап. Серед компаній, які надають підтримку проєкту, — Daimler і Intel. Компанія займається розробкою мультикоптер. Він схожий на вертоліт, але замість одного гвинта на ньому встановлено 18 незалежних роторів. Перша модель аеротаксі Volocopter VC200 пройшла льотні випробування в 2016 році. Вона була розрахована на двох пасажирів. Перевагою розробки був льотний механізм, тому що навіть при відмові будь-якого ротора мультикоптер міг продовжити політ. Недолік — ємність батареї. Її вистачало тільки на 20 хвилин. На основі прототипу Volocopter VC200 була побудована нова модель — Volocopter 2X. Компанія представила її на виставці AERO Friedrichshafen в 2017 році. У оновленій версії було кілька варіантів пілотування: за допомогою оператора з землі, автономний політ або пілотування з кабіни. Літальний апарат міг пролетіти 27 км на швидкості в 70 км/год. Якщо летіти зі швидкістю 50 км/год, то в повітрі можна провести 27 хвилин. Повна зарядка батареї займає дві години. У жовтні 2017 року пройшли публічні випробування в Дубаях у співпраці з RTA Dubai.

### Lilium
У квітні 2017 року німецький стартап Lilium Aviation провів успішні випробування повнорозмірного прототипу двомісного конвертоплана. Апарат рухався за рахунок 36 невеликих реактивних двигунів. Вони були встановлені на десятиметрових крилах за допомогою 12 рухомих закрилків. Як джерело енергії конвертоплан використовував 12 акумуляторних батарей. Під час першого випробування він провів в повітрі близько п'яти хвилин. Після ряду доробок і випробувань Lilium удосконалив свою розробку. Lilium Jet став п'ятимісним і може розвивати максимальну швидкість до 300 км/год. Дальність польоту становить 300 км за одну зарядку акумуляторів. У травні 2019 року Lilium провів випробування другої версії конвертоплана. Наступний етап випробувань Lilium Jet — перехід від вертикального зльоту до горизонтального польоту. Поки випробування ведуться без людей на борту.

### Rolls-Royce
Британська дочка BMW в липні 2018 представила концепт літального апарата з шістьма електромоторами, які отримують енергію від газотурбінного генератора. Літальний апарат побудований на основі високоплана з поворотними крилом і хвостовим оперенням. На консолях крила розташовані по два електромотора, ще два — в хвостовій частині. Під час зльоту і посадки всі гвинти розташовані паралельно землі. Під час польоту вони повертаються на 90 градусів, двигуни на крилах відключаються, і тільки два двигуни в хвостовому оперенні продовжують працювати. Газотурбінний двигун Rolls-Royce M250 значно збільшує дальність польоту — близько 800 км. Максимальна швидкість літального апарата — 250 км/год. На відміну від розробок інших компаній, які працюють за допомогою електрики, модель від Rolls-Royce буде літає на гасі. Для заправок інженери пропонують використовувати існуючу інфраструктуру в аеропортах і вертолітних станціях.

## Поширення
Повітряне таксі в тому чи іншому вигляді існує в більшості сучасних держав, що мають малу авіацію. Як правило, функціонує воно на території столиць держав, великих міст або на маршрутах між ними. Найбільша їх кількість у Сан-Паулу, Нью-Йорку і Токіо, де також знаходиться і найбільша кількість вертольотів та вертолітних майданчиків в світі. Розвинене воно і в Чехії, в Австралії та інших країнах. Іноді послугами повітряного таксі користуються туристичні компанії для показу туристам місцевих пам'яток з висоти пташиного польоту.

## Аеротаксі в Україні
У Києві 25 червня 2012 року з'явилося перше в країні аеротаксі. Вертолітне таксі виконує польоти, як по вже існуючих маршрутах, так і індивідуальні перельоти з погодинною орендою вертольота. Перельоти здійснюються на двохдвигунових вертольотах Eurocopter. П'ятимісний борт «аеротаксі» розвиває швидкість до 300 км/год.

## Приклади повітряних суден, які використовують в авіатаксі
Літаки
- Cessna 208
- Embraer EMB 110 Bandeirante
- British Aerospace Jetstream
- Fairchild Swearingen Metroliner
- Beechcraft 1900
- Cessna 337 Skymaster
- Eclipse 500

Вертольоти
- Robinson R44